# The History of Heresy I
The History of Heresy I – drugi kompilacyjny box set power metalowego zespołu Powerwolf. Składał się z dwóch albumów: Return in Bloodred i Lupus Dei oraz DVD The Wacken Worship nagrane 2 sierpnia 2008 na festiwalu Wacken Open Air.

## Lista utworów

### CD 1: Return in Bloodred
1. „Mr. Sinister” – 04:39
2. „We Came to Take Your Souls” – 04:01
3. „Kiss of the Cobra King” – 04:32
4. „Black Mass Hysteria” – 04:12
5. „Demons & Diamonds” – 03:39
6. „Montecore” – 05:19
7. „The Evil Made Me Do It” – 03:39
8. „Lucifer in Starlight” – 04:50
9. „Son of the Morning Star” – 05:12
10. „Mr. Sinister (Live)” – 05:38
11. „We Came to Take Your Souls (Live)” – 04:08
12. „Kiss of the Cobra King (Live)” – 05:26

### CD 2: Lupus Dei
1. „Lupus Daemonis (Intro)” – 1:17
2. „We Take it from the Living” – 4:04
3. „Prayer in the Dark” – 4:20
4. „Saturday Satan” – 5:18
5. „In Blood We Trust” – 3:03
6. „Behind the Leathermask” – 4:35
7. „Vampires Don’t Die” – 3:09
8. „When the Moon Shines Red” – 4:25
9. „Mother Mary is a Bird of Prey” – 3:16
10. „Tiger of Sabrod” – 3:53
11. „Lupus Dei” – 6:08
12. „We Take It from the Living (Live)” – 4:03
13. „Prayer in the Dark (Live)” – 4:31
14. „Saturday Satan (Live)” – 5:34
15. „In Blood We Trust (Live)” – 3:06
16. „Mother Mary Is a Bird of Prey (Live)” – 3:15
17. „Lupus Dei (Live)” – 6:21

### DVD: The Wacken Worship
1. „We Take It from the Living”
2. „Prayer in the Dark”
3. „We Came to Take Your Souls”
4. „Saturday Satan”
5. „In Blood We Trust”
6. „Mother Mary Is a Bird of Prey”
7. „Mr. Sinister”
8. „Kiss of the Cobra King”
9. „Lupus Dei”

## Wykonawcy
- Charles Greywolf – gitara basowa
- Stéfane Funèbre – perkusja
- Attila Dorn – wokal
- Falk Maria Schlegel – keyboard
- Matthew Greywolf – gitara